# Al-Dumayr
Al-Dumayr, también denominado Dumeir, Dumair, Damir y Dumayr (en árabe: الضمير) es una ciudad situada a 45 kilómetros al noreste de Damasco (Siria).

## Geografía
Se encuentra ubicada en una zona desértica en las vertientes de Damasco, cerca de la carretera que va de Palmira a Irak. La agricultura sólo es posible de forma limitada con riego artificial en los oasis y se limita al cultivo de olivos y cereales. El abastecimiento de agua se realiza mediante pozos profundos y, en menor medida, mediante qanats, que ya aseguraban el suministro de agua en época romana. El lugar está situado en el extremo oriental de la zona de asentamiento de Siria central y, por lo tanto, ha servido como punto de transbordo de bienes intercambiados entre los comerciantes urbanos de Damasco y los beduinos nómadas del desierto del este de Siria.

## Historia
Era conocida en época clásica como Thelsea. Bajo el templo romano restaurado en el centro de la ciudad había un altar al dios semítico Baalshamin, que data del año 94 a. C. y probablemente perteneció a un templo nabateo. El templo romano se construyó en el marco de un intenso programa de construcción en el siglo III. Está dedicado a Zeus Hypsisto, una forma postclásica del culto a Zeus en Asia Menor.
Al-Mundhir III ibn al-Harith (r. 569-582) dejó una inscripción en la antigua fortaleza romana a las afueras de la ciudad.
En 1963, el Partido Baaz tomó el poder y el entonces teniente coronel Háfez al-Ásad recibió el mando de la séptima brigada aerotransportada de Dumair, que Lucien Bitterlin describió como la única fuerza de intervención aerotransportada en Siria.

## Paisaje urbano y economía
Para los beduinos, Al-Dumayr sigue siendo un mercado de ganado. En 2005, la población se estimaba en unos 30 000 habitantes, incluidos unos 5 000 ganaderos que sólo viven en la zona estacionalmente. Las escasas precipitaciones permiten el nomadismo ovino en la estepa desértica durante los meses de invierno. Sus rutas migratorias oscilan entre 50 y 200 kilómetros, pero la ganadería sólo desempeña un papel secundario en la economía. El empleador más importante es el cercano aeródromo militar, que, junto con las pensiones estatales y las remesas del extranjero, es la principal fuente de ingresos de los habitantes. Algunos viajeros se desplazan diariamente a Damasco.
La autopista a Palmira circunvala el centro de la ciudad por el norte, a una distancia de entre uno y dos kilómetros. El templo romano se encuentra en el centro del casco antiguo, que en Al-Dumayr, más que en otras pequeñas ciudades al borde de la estepa desértica, sigue caracterizándose por calles en las que se conservan las tradicionales casas planas de adobe. Estas casas tienen patios con árboles de sombra o enredaderas, que están protegidos de la calle por muros de un piso de altura. Los olivos crecen en pequeños espacios abiertos entre las casas y a lo largo de las carreteras. No hay zoco tradicional; a lo largo de la calle principal se ha construido un nuevo distrito comercial con hileras uniformes de casas de dos o tres pisos.

## Arqueología

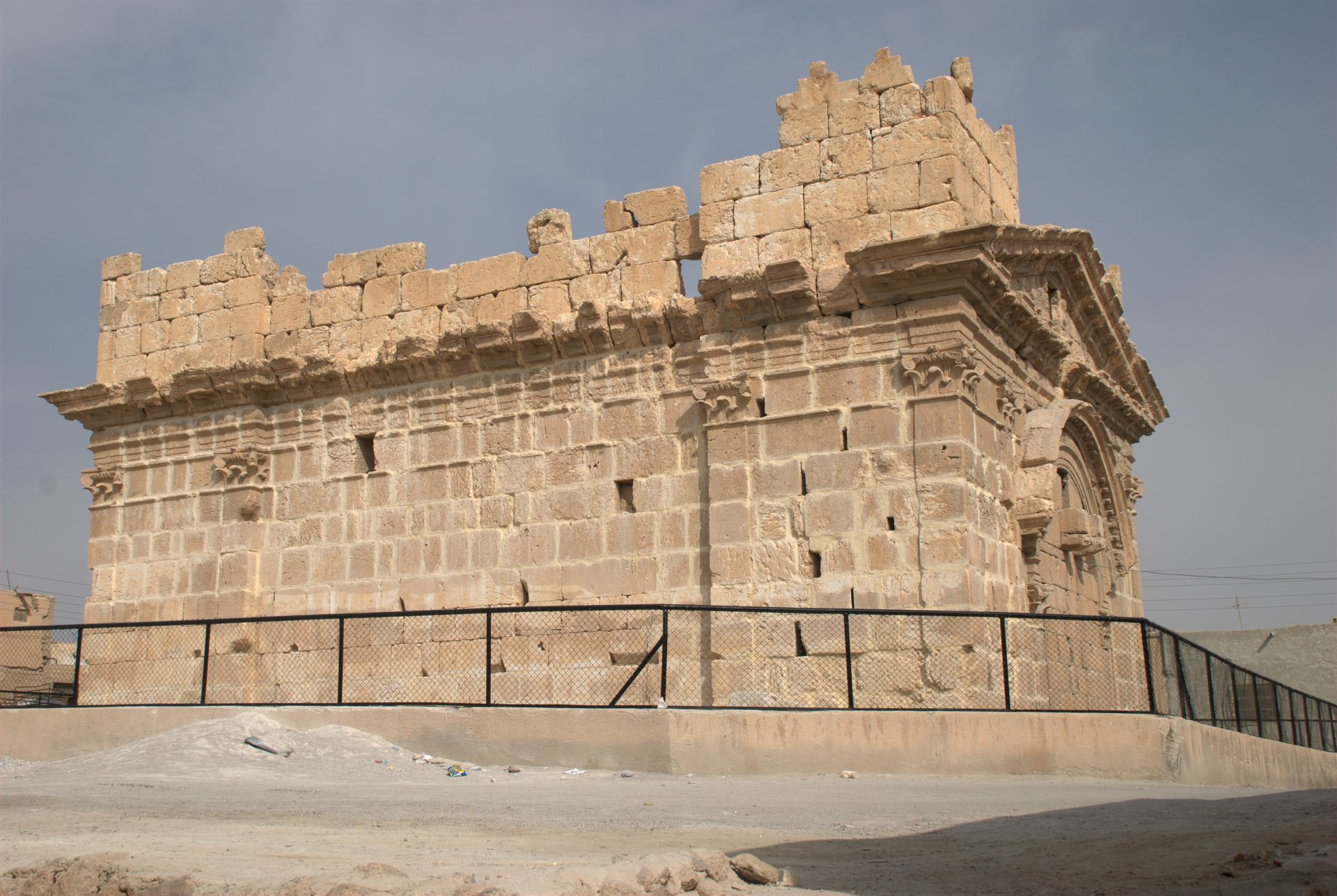
Exterior del templo visto desde el sur.

Uno de los principales hitos de Al-Dumanyr es el templo de Zeus Hypsisto, edificio en origen nabateo y que fue reconvertido en edificio religioso alrededor del siglo II. Su diseño es inusual y la construcción puede haber comenzado como una fuente pública, pero en su forma final es claramente un templo.
En una de sus inscripciones, menciona un caso escuchado por el emperador Caracalla en Antioquía alrededor de 216, sobre la corrupción en el sacerdocio del templo.

Para los campesinos, el caso es sobre asuntos de piedad, para ustedes nada es más importante que la piedad. Así que ahora tienen confianza en el presente caso para entablar un caso ante el rey y juez más piadoso. Hay un famoso templo de Zeus en su territorio, que es visitado por personas de todas las regiones vecinas. Van allí y organizan procesiones. Aquí está el primer error cometido por nuestro adversario. Disfruta de [inmunidad de impuestos y] exención de liturgias, lleva una corona de oro, disfruta de [precedencia], ha tomado el cetro en su mano y se ha proclamado sacerdote de Zeus.

Fue fortificado en época árabe, y el arco del muro posterior se rellenó con piedras y dispositivos defensivos. El templo ha sido restaurado gracias a numerosas investigaciones y reconstrucciones.

## Instalaciones
En 1960 se construyó en Al-Dumayr un cementerio para las víctimas francesas de la Primera y la Segunda Guerra Mundial. En sus inmediaciones contaba con un aeropuerto militar, que fue usado por la Fuerza Aérea Árabe Siria, hasta el derrocamiento del régimen de Bashar al-Ásad en diciembre de 2024.